# Base militar

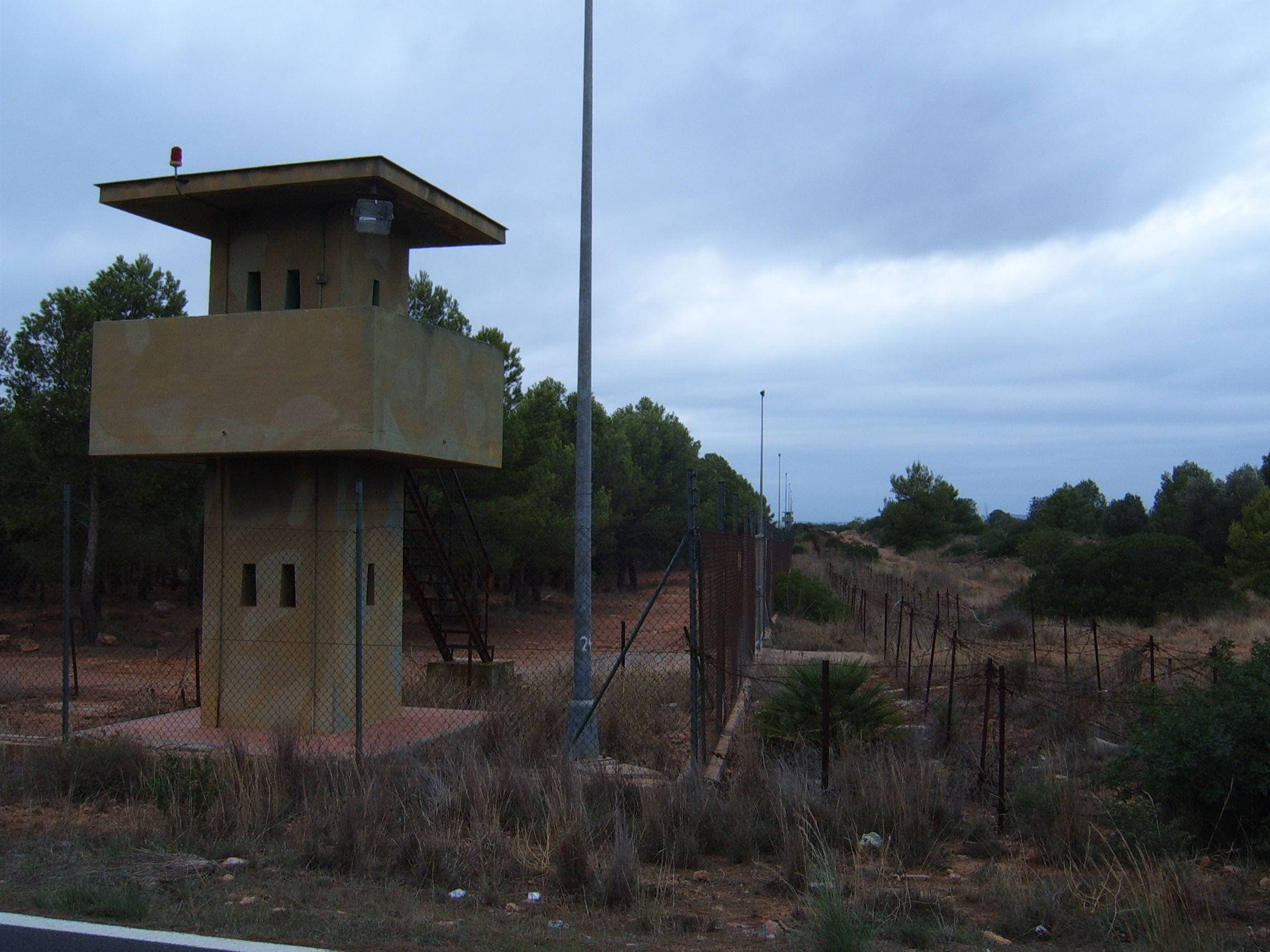
Torreta de la base militar de Bétera.

Una Base Militar són les instal·lacions militars, principalment aquelles estrangeres, que són presents en un determinat territori. Malgrat puguin ser d'utilització conjunta, normalment responen als interessos geopolítics d'una potència en una determinada regió.